# 薩塞克斯郡旗
薩塞克斯郡旗（Flag of Sussex）是英國英格蘭薩塞克斯郡的郡旗，於2011年5月20日開始使用。這面旗幟是由薩塞克斯人Brady Ells和他的父親David設計的。